# استیو دیلینی
استیو دیلینی (انگلیسی: Steve Delaney؛ زادهٔ ۱۹۵۴ میلادی) بازیگر و کمدین است.
از فیلم‌ها یا مجموعه‌های تلویزیونی که وی در آن‌ها نقش داشته‌است، می‌توان به تلفات و پوآرو اشاره نمود.